# Brachyotum multituberculatum
Brachyotum multituberculatum är en tvåhjärtbladig växtart som beskrevs av John Julius Wurdack. Brachyotum multituberculatum ingår i släktet Brachyotum och familjen Melastomataceae. Inga underarter finns listade i Catalogue of Life.